# Caprorhinus malzyi
Caprorhinus malzyi är en insektsart som beskrevs av Wintrebert 1972. Caprorhinus malzyi ingår i släktet Caprorhinus och familjen Pyrgomorphidae. Inga underarter finns listade i Catalogue of Life.